# Marsyas čili na okraj literatury
Jedenáctikapitolová kniha Marsyas čili na okraji literatury obsahuje studie a causerie Karla Čapka o slovesném umění a o zavrženíhodné novinařině - bulváru. Marsyás v názvu knihy je symbolem zavrženíhodného a opovrhovaného umění. V knize je soustředěna převážně tvorba z 20. let 20. století, většina článků byla vydána v časopise Přítomnost.

## Seznam statí
- Poeta
- Chvála novin
- Dvanáctero figur zápasu perem čili Příručka písemné polemiky
- K přírodopisu anekdoty
- Několik poznámek o lidovém humoru
- O příslovích neboli O moudrosti lidové
- Písně lidu pražského
- Říkadla čili O prozódii
- K teorii pohádky
- Několikero motivů pohádkových
- Několik pohádkových osobností
- Eros vulgaris
- Kalendáře
- Holmesiana čili O detektivkách
- Poslední Epos čili Román pro služky
- Proletářské umění
- Chvála řeči české